# Municipio de Adams (condado de Madison)
El Municipio de Adams es uno de los 14 municipios del condado de Madison. Según el censo del 2000, tenía una población de 3780.

## Localidades que ocupa
- Anderson (Orilla Oeste)
- Markleville

### No incorporadas
- Alliance en 40°02′00″N 85°39′00″O / 40.0333763, -85.6499762
- Emporia en 40°00′16″N 85°38′02″O / 40.0044879, -85.6338651
- New Columbus en 40°01′08″N 85°39′21″O / 40.0189319, -85.6558096